# FK Radnički Obrenovac
Der FK Radnički Obrenovac (vollständiger offizieller Name auf Serbisch: Фудбалски клуб Раднички Обреновац –
ФК Раднички Обреновац, Fudbalski klub Radnički Obrenovac – FK Radnički Obrenovac), gewöhnlich Radnički Obrenovac, ist ein serbischer Fußballverein aus der Stadt Obrenovac, die zur Metropolregion der Hauptstadt Belgrad gehört. Der 1927 gegründete Verein spielt derzeit in der Srpska liga Beograd, eine der vier Sektionen der Srpska liga, der dritthöchsten Spielklasse im serbischen Fußball.
Seine ersten bedeutenden Erfolge erzielte der FK Radnički Obrenovac 2002, als man erstmals in die 1. Liga der Bundesrepublik Jugoslawien (1992–2003) aufstieg. Erstklassig blieb der Verein bis 2004. Schließlich folgten zwei Abstiege hintereinander, sodass Radnički Obrenovac seitdem in der Srpska liga Beograd aufläuft.
Der Verein trägt seine Heimspiele im 8.000 Zuschauern Platz bietenden Stadion pored Kolubare aus. Als es in Südosteuropa und Ostmitteleuropa im Mai 2014 zu schweren Überflutungen und heftigen Stürmen kam, die durch das Balkantief Yvette verursacht wurden, war die Lage besonders in Obrenovac kritisch. Dabei wurde das Stadion und das Vereinsgelände überschwemmt und stark beschädigt. Seitdem sind beide Baukoplexe renovierungsbedürftig, um so wirklich allen Qualitäts- und Sicherheitsstandards für nationale Fußballveranstaltungen der höchsten Spielklasse gerecht zu werden.

## Ehemalige bekannte Spieler
- Filip Đuričić (Jugend & 2008–2009)
- Radosav Petrović (2007–2008)
- Alen Stevanović (1998–2007)
- Nenad Jestrović (1992–1994)
- Bora Kostić (Jugend)
- Nemanja Matić (Jugend)